# Künstlerhaus Lauenburg
Das Künstlerhaus Lauenburg ist eine internationale Stipendiatenstätte des Landes Schleswig-Holstein für Bildende Kunst, Literatur und Komposition in der Stadt Lauenburg/Elbe. Seit der Gründung im Jahr 1986 wurden über 120 Stipendien in den drei Sparten Bildende Kunst (seit 1986), Literatur (seit 1987) und Komposition (seit 2010) vergeben.

## Trägerschaft
Das Künstlerhaus geht auf die Initiative des früheren Lauenburger Bürgermeisters Hauke Matthießen zurück, der in den 1980er Jahren erkannte, dass sich die historische Lauenburger Altstadt als Leben- und Arbeitsort für Künstler eignet. Die Stadt erwarb 1986 auf sein Betreiben ein direkt an der Elbe stehende historisches Gebäude und vergab einjährige Stipendien für Künstler. Ende der 1990er Jahre wurde die Stipendiatenzeit gekürzt und ab 2003 gab es Überlegungen der Stadt, das Haus zu verkaufen, was das Ende des Projektes bedeutet hätte.
Im Jahr 2005 bildete sich unter der Leitung von Ulrike Mechau-Krasemann der Trägerverein Künstlerhaus Lauenburg/Elbe e. V., der das Gebäude 2009 kaufte und seither das Künstlerhaus betreibt. Das Haus finanziert sich auf vielfältige Weise: Das Land zahlt die vier Stipendien, der Kreis übernimmt einen Teil der Betriebskosten und die Stadt Lauenburg zahlt einen jährlichen Zuschuss. Das Stipendium für Komposition wird vom Lionsclub Herzogtum Lauenburg finanziert.

## Gebäude
Das Haus ist in einem historisch bedeutsamen Bauensemble in der Elbstraße 54 untergebracht, das um 1850 errichtet wurde. Es wurde 1982 unter Denkmalschutz gestellt. Es zeigt zeitgenössisch typische Merkmale der alten Schifferstadt Lauenburg. Das Haus diente unter anderem als Schankwirtschaft (Schreyersches Gasthaus), wurde von der Volkshochschule für Kurse genutzt, diente als Freizeitzentrum für italienische Gastarbeiter und wurde schließlich in ein Wohnhaus umgewandelt, ehe es seine heutige öffentliche Funktion erhielt. Heute befinden sich dort auf einer Fläche von über 600 m² vier großzügige Künstlerwohnungen und Ateliers sowie eine Lounge und eine Galerie.
Das Gebäude hat mehrere Dependancen. Eine befindet sich in der alten Hafenmeisterei am Lauenburger Hafen. Dort sind die Musik-Stipendiaten untergebracht. Zum 25-jährigen Jubiläum des Künstlerhauses im Oktober 2011 wurde in der Elbstraße 28 die Stadtgalerie Lauenburg im Hagenström eröffnet. In dieser Sammlung sind die Werkgaben der Stipendiaten ausgestellt, zu lesen und zu hören. In der historischen Brücken-Waage am Hafen unterhält das Künstlerhaus seit 2011 außerdem eine Mini-Galerie, in der Bilder gezeigt werden, die im Kinderatelier des Künstlerhauses entstanden sind.

## Stipendiaten

### Bildende Kunst
- 1986 Franny Petersen-Storck, Hans Gerhard Berge, Günther Westphal, Franziska Stubenrauch, Karl Madörin, Peter Mursch
- 1987 Klaus Baumgartner, Udo Dettmann, Frank Radmacher, Uwe Rogal
- 1988 Otto Beckmann, Detlef Morath, Jochen Schumann, Doris von Klopotek
- 1989 Christine Becker, Christiane Baetcke, Susanne Jensen, Christoph Ruhz, Thomas Schittek, Friedhelm Schneider
- 1990 Theo Koch-Giebel, Andreas Reinhard, Danae Mattes
- 1991 Britta Hansen, Una H. Moehrke, Augustin M. Noffke, Norbert Wiener
- 1992 Claudia Amelunxen, Arpad Dobriban, Antje Hassinger, Ulrich Panndorf
- 1993 Menno Fahl, F. Jörg Haberland, Horst Hübsch, Matthias Leupold, Monika Meinold
- 1994 Reinhold Engberding, Rudolf Ludewig, Maren Theel, Claudia Thoelen
- 1995 Gagel, Theresia Janssen, Manfred Kiecol, Sabine Kramer
- 1996 Ane Königsbaum, Jürgen Liefmann, Sylvia Stuhr, Frank Rosenthal
- 1997 Gabriele Wendland, Ellen Sturm, Tobias Regensburger, Andrea Löhrke
- 1998 Steen T. Kittl, Tomasz Paczewski, Heidemarie Ehlke, Raimund Driessen
- 1999 Eren Aysegül, Katrin Jaquet, Iris Schomaker, Hannes Steinert
- 2001 Miron Schmückle, Ute Storm, Mitko Tozev, Martin Wolke
- 2002 Uschi Koch, Nana K. Schulz, Anne Staszkiewicz, Erdmute Prautzsch
- 2003 Ulrike Ettinger, Nicolas Freitag, Kai Zimmer, Mathias Meyer
- 2004 Patrick Fauck, Kyung-Hwa Choi-Ahoi, Nina Heinzel
- 2005 Katharina Jesdinsky, Jan Meyer, Oh-Seok Kwon
- 2006 Göran Gnaudschun, Ralf Hentrich, Lisa Haselbek
- 2007 Eva Ammermann, Frank Bölter, Henrik Hold.
- 2008 Je-Hun Choi, Jan Kromke, Youssef Tabti
- 2009 Nándor Angstenberger. Nicole Schuck. Thomas Behling
- 2010 Markus Hiesleitner, Akane Kimbara, Hendrik Lörper
- 2011 Eunyeon Yang, m.art.a, Heiko Wommelsdorf
- 2012 Katrin Pieczonka, Verena Issel, Carolin Schreier
- 2013 Chris Bierl, Lily Wittenburg, Sandy Volz
- 2014 Anneli Schütz, Jimok Choi, Paul Sochaki
- 2015 Anna-Lena Grau, Almut Middel, Björn Siebert
- 2016 Janine Eggert, Christian Helwing, Benjamin Zuber
- 2017 Danill Galkin, Anja Gerecke, Dagmar Weiss
- 2018 Katarína Dubovská, Harald Popp, Peter Strickmann
- 2019 Fumiko Kikuchi, Sophia Mainka, Lucia Sotnikova
- 2020 Yeongbin Lee, Fritjof Mangerich, Susanne Mewing

### Komposition
- 2010 Minkyong Kim, Tobias Klich
- 2011 Daniel Moreira, Noriko Kawakami
- 2012 Benjamin Weidekamp
- 2013 Frank Gratkowski
- 2014 Abel Paul
- 2015 Cheng-Wen Chen
- 2016 Donny Karsadi
- 2017 Thierry Tidrow
- 2018 Elvira Garifzyanova
- 2019 Farzia Fallah
- 2020 Areum Lee